# Pont Podilskyi
 (octobre 2022).
Le pont Podilskyi (ukrainien : Подільський мостовий перехід) est un pont en arc en construction situé à Kiev, en Ukraine. Une fois inauguré, ce pont, combinant le transport routier et ferroviaire, permettra le franchissement du fleuve Dniepr. Cet ouvrage, ayant une portée maximale de 344 mètres, est la pierre angulaire de la construction de la ligne de métro Podilsko-Vyhurivska du métro de Kiev.

## Historique
La construction du pont, prise en charge par la mairie de Kiev et commencée en 1993, a dû être arrêtée plusieurs fois à cause du manque de financement.

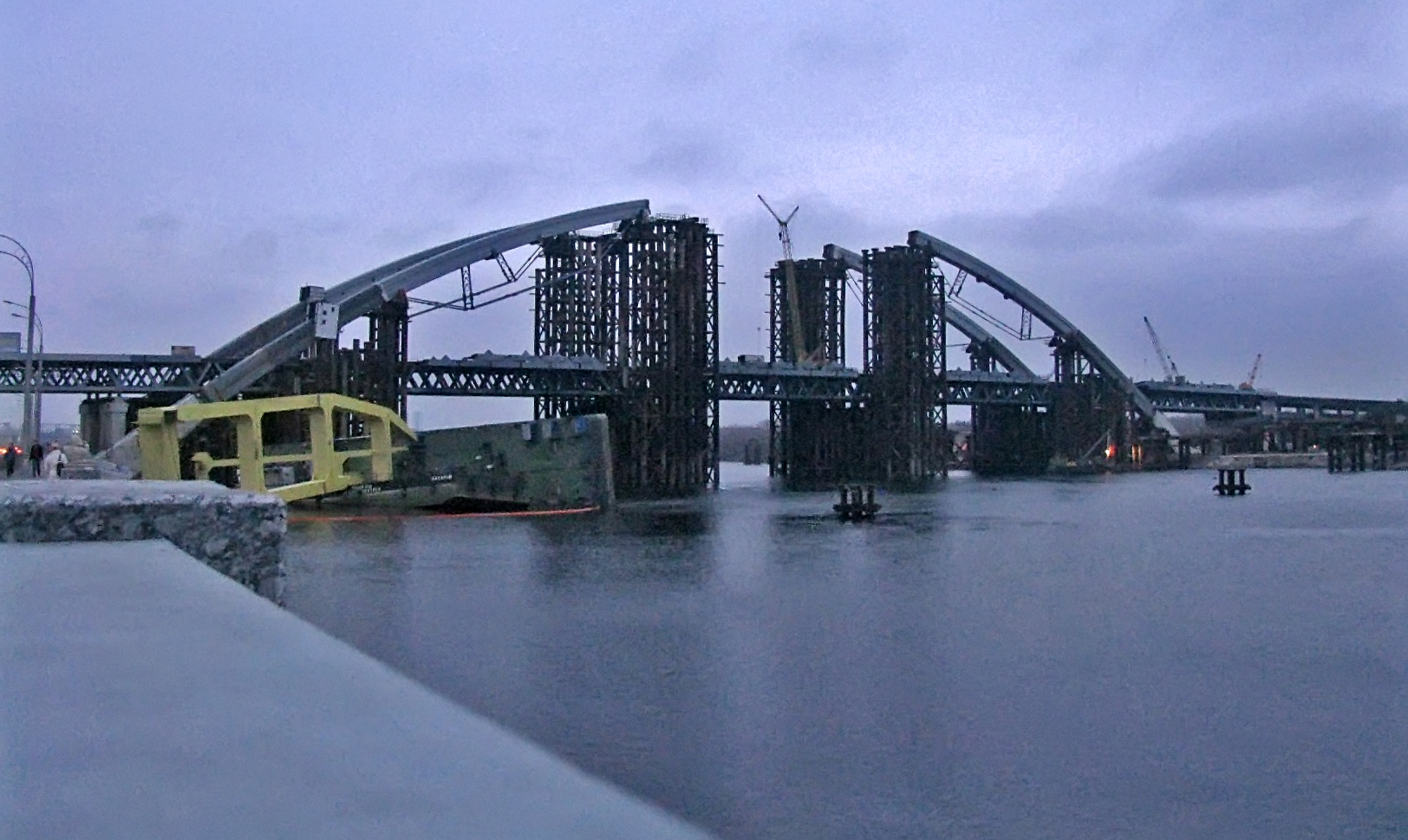
La grue gisant dans le fleuve après l'accident.

Le 18 novembre 2011, une grue Zakhariy utilisée dans la construction tombe dans la rivière et se disloque. L’accident a détruit la grue et pollué les eaux du Dniepr avec l’huile de la grue et des matériaux de construction. Au cours de l’accident, deux barges sont endommagées mais le port ne subit que de légers dégâts.

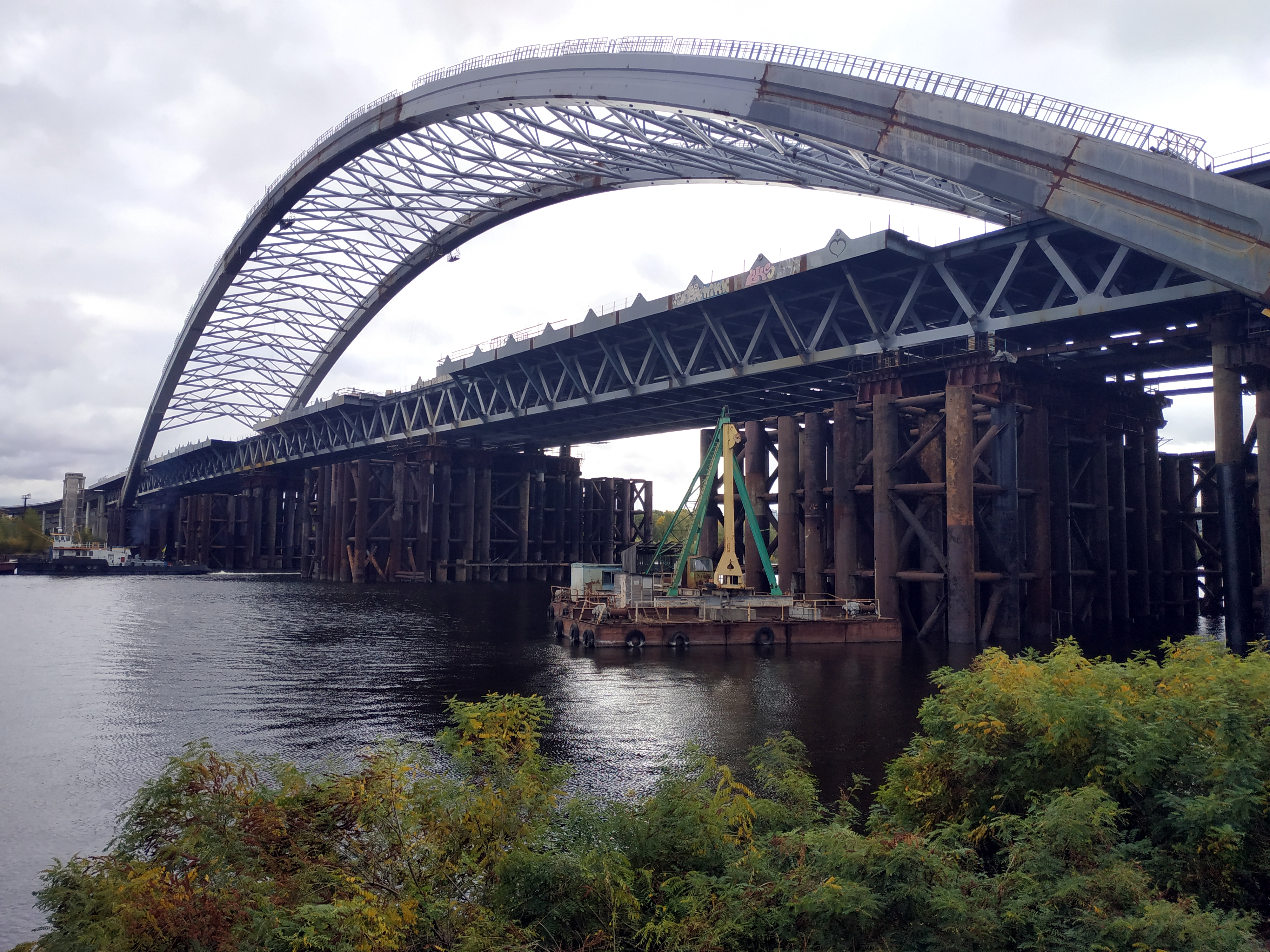
Le pont Podilskyi en 2019.

En décembre 2011, le règlement des problèmes juridiques avec les propriétaires du terrain permettent d'étendre le processus de construction à l’île de Trukhaniv.
Le pont est cependant déclaré terminé à 65 % en 2017 et la construction s'accélère. En 2019, les autorités prévoient d'ouvrir le pont au trafic routier avant 2021 avant que la date d'inauguration ne soit encore repoussée.

## Caractéristiques techniques
Le Pont Podilskyi est situé au nord de l'entrée du port de Kiev, à mi-distance entre le pont Petrivskyi et le pont piéton Parkovyi.
Le pont à 2 niveaux et de plus de 4 km de long a pour objet le franchissement du fleuve par la future ligne de métro Podilsko-Vyhurivska et d'offrir une route à trois voies reliant le quartier de Podil à la rive gauche de la ville. Le ruban routier se situe au-dessus de l'ouvrage, tandis que le tablier du bas supporte les rails du métro. La longueur totale de l'édifice, d'une extrémité de la route à l'autre, est d'environ 7 kilomètres.